# Ida Breimo
Ida Cecilia Breimo, född 15 maj 1988, är en svensk musikalartist och skådespelare.
Breimo är uppvuxen i Uthamra i Vallentuna kommun och studerade vid Balettakademiens musikalutbildning i Göteborg 2007–2010.
2022–2023 spelade hon huvudrollen som Pippi Långstrump i musikaluppsättningen Pippi på cirkus. Andra roller hon gjort är Anno 1317 (2017–2018) på Teater Sörmland, Min vän fascisten (2019) på Lilla Beddinge Teater och Tomtemor är fru till tomtefar på Aliasteatern (2023). På TV har Breimo bland annat medverkat i TV-serierna Viva Hate (2014) och Vår tid är nu (2016).